# La Neuville-Vault
La Neuville-Vault é uma comuna francesa na região administrativa de Altos da França, no departamento de Oise. Estende-se por uma área de 4,52 km². Em 2010 a comuna tinha 207 habitantes (densidade: 45,8 hab./km²).